# Рукомет на Летњим олимпијским играма 2012 — квалификације мушкарци
Квалификације за мушки рукометни турнир на Олимпијским играма 2012. одржане су у периоду између јануара 2011. и априла 2012. Право наступа на ОИ обезбедило је 12 репрезентација.

## Квалификоване репрезентације
|                             | Датум                  | Турнир       | Квота | Квалификовани    |
| --------------------------- | ---------------------- | ------------ | ----- | ---------------- |
| Домаћин                     |                        |              | 1     | УК               |
| Светско првенство 2011.     | 13—30. јануар 2011.    | Шведска      | 1     | Француска        |
| Панамеричке игре 2011.      | 16—24. октобар 2011.   | Мексико      | 1     | Аргентина        |
| Азијске квалификације 2011. | 23. окт - 2. нов 2011. | Јужна Кореја | 1     | Јужна Кореја     |
| Афричко првенство 2012.     | 10—21. јануар 2012.    | Мароко       | 1     | Тунис            |
| Европско првенство 2012.    | 15—29. јануар 2012.    | Србија       | 1     | Данска           |
| Светске квалификације #1    | 6—8. април 2012.       | Шпанија      | 2     | Србија Шпанија   |
| Светске квалификације #2    | 6—8. април 2012.       | Шведска      | 2     | Мађарска Шведска |
| Светске квалификације #3    | 6—8. април 2012.       | Хрватска     | 2     | Хрватска Исланд  |
| Укупно                      |                        |              | 12    |                  |

| Легенда                                                     |
| ----------------------------------------------------------- |
| Репрезентације квалификоване за Летње олимпијске игре 2012. |
| Екипе које су обезбедиле квалификације                      |

## Светско првенство
Победник светског првенства одржаног у јануару 2011. обезбедио је директан пласман на ОИ, док је следећих шест најбоље пласираних репрезентација осигурало наступ у светским квалификацијама.
| #   | Репрезентација |
| --- | -------------- |
|     | Француска      |
|     | Данска         |
|     | Шпанија        |
| 4.  | Шведска        |
| 5.  | Хрватска       |
| 6.  | Исланд         |
| 7.  | Мађарска       |
| 8.  | Пољска         |
| 9.  | Норвешка       |
| 10. | Србија         |
| 11. | Немачка        |
| 12. | Аргентина      |
| 13. | Јужна Кореја   |
| 14. | Египат         |
| 15. | Алжир          |
| 16. | Јапан          |
| 17. | Словачка       |
| 18. | Аустрија       |
| 19. | Румунија       |
| 20. | Тунис          |
| 21. | Бразил         |
| 22. | Чиле           |
| 23. | Бахреин        |
| 24. | Аустралија     |

## Континенталне квалификације

### Европа
| #   | Репрезентација       |
| --- | -------------------- |
|     | Данска               |
|     | Србија               |
|     | Хрватска             |
| 4.  | Шпанија              |
| 5.  | Република Македонија |
| 6.  | Словенија            |
| 7.  | Немачка              |
| 8.  | Мађарска             |
| 9.  | Пољска               |
| 10. | Исланд               |
| 11. | Француска            |
| 12. | Шведска              |
| 13. | Норвешка             |
| 14. | Чешка                |
| 15. | Русија               |
| 16. | Словачка             |

### Африка
| #   | Репрезентација  |
| --- | --------------- |
|     | Тунис           |
|     | Алжир           |
|     | Египат          |
| 4.  | Мароко          |
| 5.  | Сенегал         |
| 6.  | Ангола          |
| 7.  | Камерун         |
| 8.  | ДР Конго        |
| 9.  | Конго           |
| 10. | Обала Слоноваче |
| 11. | Габон           |
| 12. | Буркина Фасо    |

### Азија
| #   | Репрезентација    |
| --- | ----------------- |
|     | Јужна Кореја      |
|     | Јапан             |
|     | Иран              |
| 4.  | Саудијска Арабија |
| 5.  | Катар             |
| 6.  | Кина              |
| 7.  | Кувајт            |
| 8.  | Оман              |
| 9.  | Узбекистан        |
| 10. | Казахстан         |

### Америка
Америчке квалификације одржане су у оквиру рукометног турнира на Панамеричким играма у Мексику 2011. године
| #  | Репрезентација         |
| -- | ---------------------- |
|    | Аргентина              |
|    | Бразил                 |
|    | Чиле                   |
| 4. | Доминиканска Република |
| 5. | Канада                 |
| 6. | Мексико                |
| 7. | Сједињене Државе       |
| 8. | Венецуела              |

## Светске квалификације
12 екипа је подељено у три групе чији ће домаћини бити три најбоље рангиране репрезентације према статистици ИХФ (тренутно то су Данска, Шпанија и Шведска). Пласман на ОИ обезбедиће по две најбоље из сваке групе.
Континенти су рангирани према успеху на СП 2011.
| Квалификациони турнир #1 | Квалификациони турнир #2 | Квалификациони турнир #3 |
| --- | --- | --- |
| - 3. са СП 2011. : · Шпанија - 8. са СП 2011. : · Пољска - 2. са континента 1 (ЕП 2012.) : · Србија - 2. са континента 4 (Африка 2012.) : · Алжир | - 4. са СП 2011. : · Шведска - 7. са СП 2011. : · Мађарска - 2. са континента 2 (Америка 2011.) : · Бразил - 5. са континента 1 (ЕП 2012.) : · Република Македонија | - 5. са СП 2011. : · Хрватска - 6. са СП 2011. : · Исланд - 2. са континента 3. (Азија 2011.) : · Јапан - 3. са континента 2 (Америка 2011.) : · Чиле |